# Luís Müller
Luís Müller (sinh ngày 14 tháng 2 năm 1961) là một cầu thủ bóng đá người Brasil.

## Sự nghiệp câu lạc bộ
Luís Müller đã từng chơi cho Gamba Osaka.

## Thống kê câu lạc bộ

### J.League
| Đội         | Năm       | J.League | J.League | J.League Cup | J.League Cup | Tổng cộng | Tổng cộng |
| Đội         | Năm       | Trận     | Bàn      | Trận         | Bàn          | Trận      | Bàn       |
| ----------- | --------- | -------- | -------- | ------------ | ------------ | --------- | --------- |
| Gamba Osaka | 1992      | -        | -        | 8            | 3            | 8         | 3         |
| Gamba Osaka | 1993      | 18       | 7        | 2            | 1            | 20        | 8         |
| Tổng cộng   | Tổng cộng | 18       | 7        | 10           | 4            | 28        | 11        |